# الألكسية

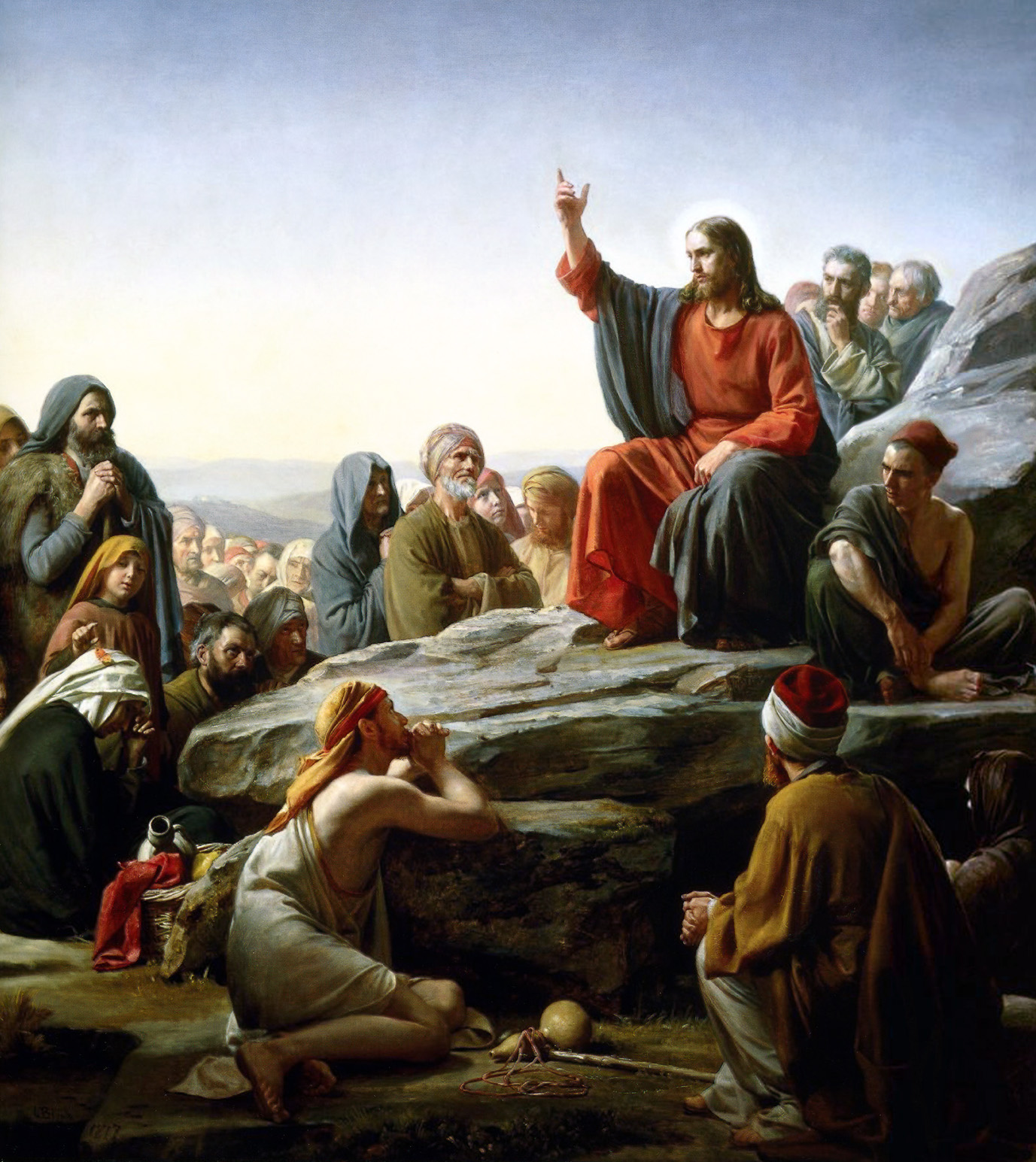

الألكسية هي فرقة يهودية-مسيحية قديمة في جنوب بلاد ما بين النهرين، ثم لاحقًا في ولاية أشورستان وفق تقسيمات الولايات في الإمبراطورية الساسانية.
اسم الفرقة مشتق من اسم المؤسس المزعوم أو من اسم الشخصية (الملاك) التي نقلت له الوحي: الذي يرد اسمه كذلك بعدة صيغ: إلخاساي Elkhasaí (عند هيبوليتوس)، إلكسيا Elksai (عند ابيفانيوس)، أو إلكِساي Elkesai (عند يوسابيوس وثيودوريطس). يُرحج أن الفرقة هي فصيل من الأبونيين.

## شهادة آباء
لا تُذكر الفرقة مباشرة إلا في أدبيات الرد على «البدع» التي كتبها آباء الكنيسة الأولى.

### هيبوليتوس (نحو 170 م - نحو 236 م)
ههيبوليتوس الرومي (تفنيد جميع البدع ، 8-13، IX) السجلات التي في زمن البابا كاليستوس الأول (217-222 م)، يهودي مسيحي يسمى السيبياديس Alcibiades الافامي جاء إلى روما بالكتاب الذي قال انه تم تلقيه في بارثيا من قبل رجل عادل يدعى إلخاساي Elchasai. وفقًا لالسيبياديس، أوحي بالكتاب من قبل ملاك يبلغ طوله تسعة وتسعين ميلًا، وعرضه ستة عشر ميلًا وأربعة وعشرين ما بين الكتفين، ويبلغ طول آثار أقدامه أربعة عشر ميلًا وعرضها أربعة أميال وبعمق ميلين. كان هذا الملاك العملاق ابن الله، وترافقه أخته، الروح القدس، بنفس الأبعاد. أعلن ألسيبياديس أنه تم إعلان مغفرة جديدة للخطايا في السنة الثالثة من تراجان (100 م)، ووصف المعمودية التي يجب أن تنقل هذا المغفرة حتى إلى الخطاة الأكثر فتكًا.
يبدأ تعليق هيبوليتوس في الكتاب 9 الفصل 8. في المقطع التالي، يروي هيبوليتوس أن السيبياديس يُعلم الولادة الطبيعية، والوجود القبلي والتجسد ليسوع التي قد تتعلق، حسب لويس غينزبيرغ (1906) بمفهوم آدم العتيق في القبالة  وأيضا أن السيبياديس يُعلم الختان وشريعة موسى. ثم يستمر هيبوليتوس في وصف تعاليم المجموعة حول المعمودية. لكل معاصي النجاسة، حتى ضد الطبيعة، تُلزم معمودية ثانية «باسم الله الأعظم والأعلى وباسم ابنه الملك العظيم»، مع ترتيب للشهود السبعة المكتوبة في الكتاب (السماء والماء والأرواح المقدسة وملائكة الصلاة والزيت والملح والتراب). من عضه كلب مسعور عليه الجري إلى أقرب ماء والقفز مع جميع ملابسه، باستخدام الصيغة السابقة، ووعد الشهود السبعة بأنه سيمتنع عن الخطيئة. يُنصح بنفس العلاج - أربعين يومًا متتالية من المعمودية في الماء البارد - للمسلولين وللممسوسين. في الفصل 11، يناقش هيبوليتوس بمزيد من التفصيل نعاليم الكتاب بما في ذلك تعليم السبتي إلخاساي والتعليم بعدم التعميد تحت بعض النجوم الفلكية. ويخلص هيبوليتوس استعراضه للكسائية في كتاب تفنيد 10، الفصل.12 مع نصيحة عامة لتجنب البدعة التي لا تعطي المزيد من المعلومات.

### يوسابيوس (263-339)
يسجل يوسابيوس (التاريخ 6. 38) ملخصًا لخطبة عن المزمور 82 ألقيت في قيسارية بواسطة أوريجانوس نحو 240- 250 م يحذر فيها جمهوره من مذهب «الكسائية Elkesaites». يشكل خبر يوسابيوس عن هذه الخطبة المصدر الثاني للمجموعة. بالنسبة إلى يوسابيوس، اعتبر أوريجانوس البدعة جديدة تمامًا، ويذكر أن المجموعة تنكر كتابات بولس، لكنها تدعي أنها تلقت كتابًا جديدًا من السماء.

### إبيفانيوس السلاميسي (نحو 310/20 - 403)
بعد قرن ونصف، أبيفانيوس سلاميس وجد معتقدات الفرقة في الاستخدام بين الإيبونين Sampsæans، المتحدرين من الكسائية Elcesaites في وقت سابق، وأيضا بين الإسينيون والعديد من المجتمعات الإيبونية Ebionite أخرى. نعرف أكثر من أبيفانيوس أن الكتاب أدان الترهبن والبتولية، وجعل الزواج إلزاميًا. وسمح بتقديس التصوبرات الدينية هربًا من الاضطهاد، شريطة أن يكون الفعل مجرد عمل خارجي، ويُتنصل منه في القلب. لم تكن الصلاة توجه نحوالشرق، بل باتجاه القدس/اورشليم دائما.
ومع ذلك، رُفضت جميع أضاحي الذبائح الحيوانية، مع إنكار أن البطاركة في التوراة قد قدموها. ورُفض الأنبياء وكذلك رُفض الرسل المسيحيين، وبالطبع كذلك بولس الرسول وجميع كتاباته.
يذكر أبيفانيوس أنه شقيق إلكساي Elkesai رجل يدعى يكسِوس Jekseos ، ويشرح اسم الأخ على أنه مشتق من اللغة العبرية بمعنى «القوة الخفية» وإلكساي بمعنى«الإله الخفي». ويورد إبيفانيوس أن قديسي الكسائيين كانتا امرأتان: مارثا («السيدة») ومارتنا («سيدتنا»).